# Gronovius
Gronovius là một chi bọ cánh cứng trong họ Chrysomelidae.
Chi này được miêu tả khoa học năm 1904 bởi Jacoby.

## Các loài
Các loài trong chi này gồm:
- Gronovius andaiensis Jacoby, 1905
- Gronovius imperalis Jacoby, 1905